# Pelgrimsroute

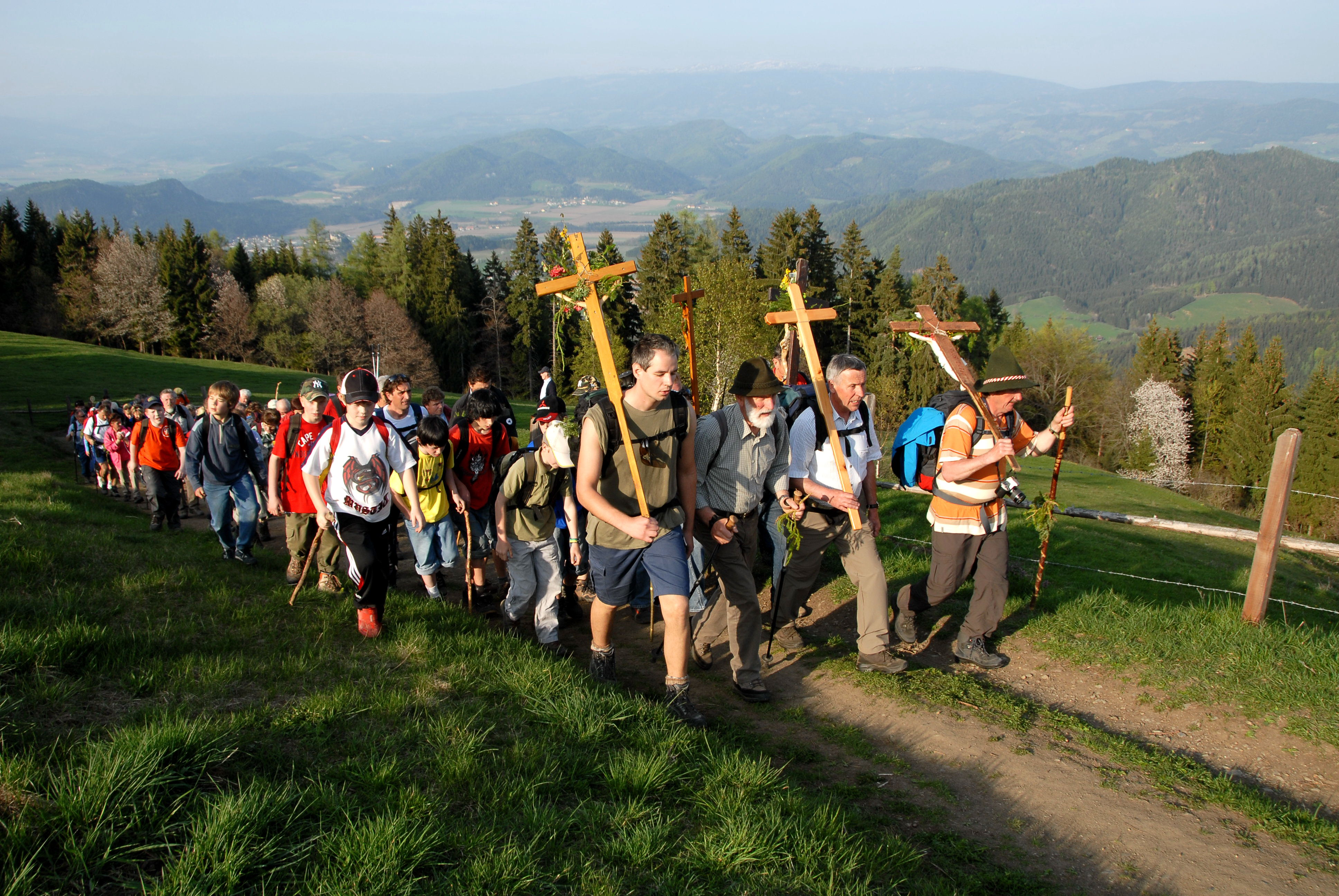
De Vierbergelauf ('vierbergenloop') in Oostenrijk, een christelijke pelgrimsroute

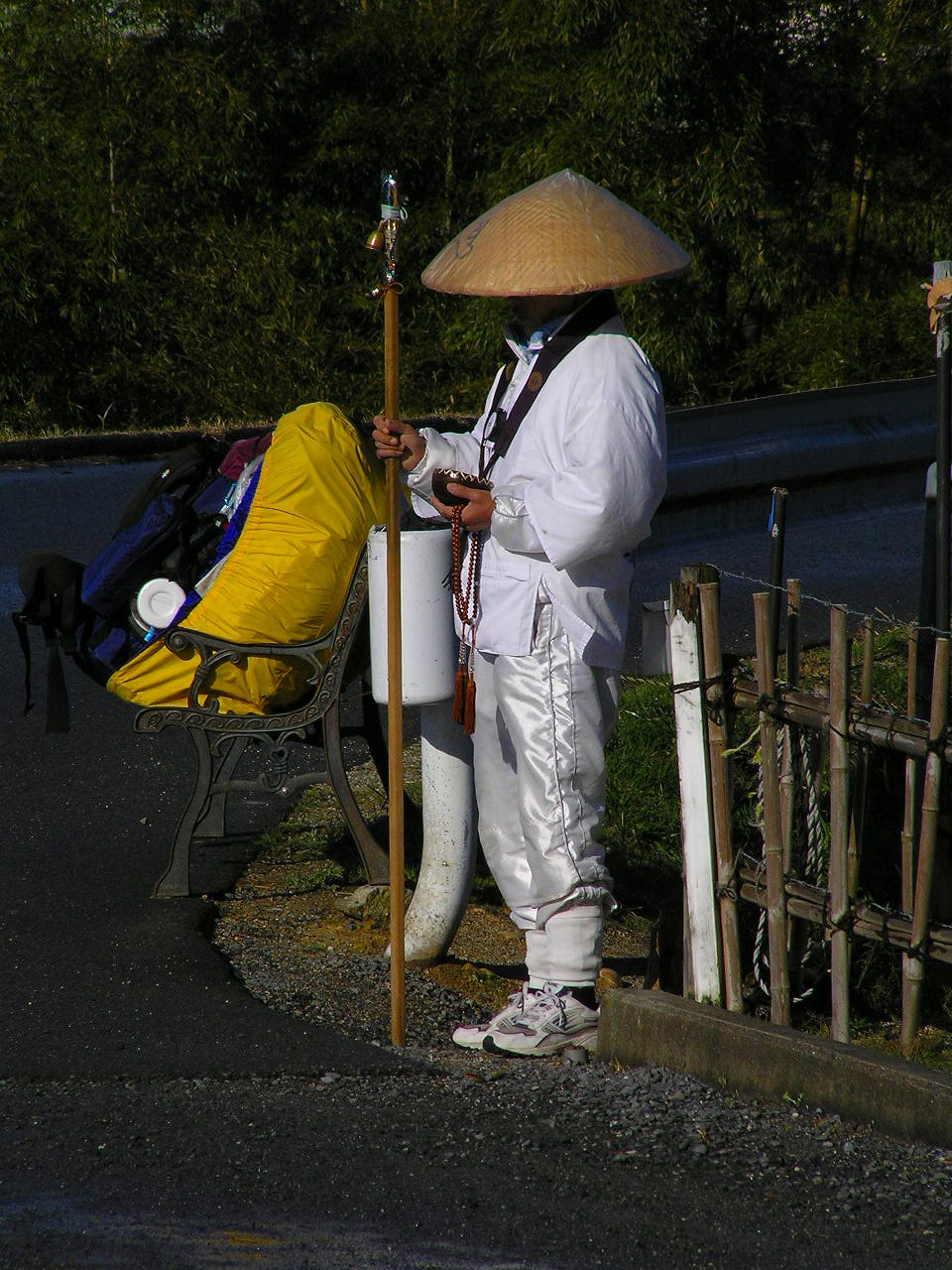
Pelgrim op de Japanse Shikoku-pelgrimage

Een pelgrimsroute is een door bedevaarders gebruikte (wandel)route. Wellicht de bekendste pelgrimsroute in Europa is de Camino de Santiago, een netwerk van routes naar het katholieke bedevaartsoord Santiago de Compostela in Spanje, waar zich het graf van de apostel Jacobus bevindt.
Het Jabikspaad beginnende in het Friese Sint Jacobiparochie en het Jacobspad lopend van het Groningse Uithuizen komen samen in het Overijsselse Hasselt en sluit daar aan op andere paden naar Santiago de Compostela. 
Een bekende pelgrimsroute buiten Europa is de (boeddhistische) Shikoku-pelgrimage, die langs 88 tempels op het Japanse eiland Shikoku voert.